# Пихтово
Пи́хтово (рос. Пихтово) — селище у складі Великоустюзького району Вологодської області, Росія. Входить до складу Ломоватського сільського поселення.

## Населення
Населення — 62 особи (2010; 91 у 2002).
Національний склад (станом на 2002 рік):
- росіяни — 97 %